# Парада (филм из 2011)
Парада је српски филм из 2011. године редитеља и сценаристе Срђана Драгојевића.
Премијера филма је одржана у Београду 31. октобра 2011. године. За три недеље приказивања, филм је погледало 150.000 људи у биоскопима. Парада је Драгојевићев седми филм. Идеју за филм Драгојевић је добио још 2003, а сценарио је почео писати 2008. године.

## Радња
Хомофобични бивши криминалац и ратни ветеран нађе се у ситуацији да сарађује са Геј активистом и стави се у заштиту првог Прајда у Србији.
Радмило (35) и Мирко (30) би били срећан и успешан Геј пар било где на свету. Али, Радмило и Мирко живе у Београду, где свакодневно доживљавају непријатности од стране хомофобне већине. Радмило, успешан ветеринар, жели да живи дискретно и да не истиче своју сексуалну оријентацију. Ипак, он подржава свог партнера, Мирка, чији је сан да организује први успешан Прајд у Београду. Ово је готово "немогућа мисија"- 2001. године, покушај да се организује оваква манифестација завршен је насиљем и крвопролићем на улицама Београда.
Готово деценију касније, ситуација није много боља. На најаву новог покушаја Прајда, националистичке и нео-Нази организације ујединиле су се насилно спрече Геј активисте чију је манифестацију Београдска полиција одбила да штити.
Када полиција одбије да обезбеђује скуп, Геј активисти се обраћају групи криминалаца из бивше Југославије, међу којима је и Лимун (Никола Којо), власник агенције за обезбеђење и ратни ветеран. Филм је сниман у Србији, Хрватској и Македонији, а неколико кадрова су и оригинални снимци са Београдске параде поноса из 2010. године.

## Улоге
| Глумац              | Улога     |
| ------------------- | --------- |
| Никола Којо         | Лимун     |
| Милош Самолов       | Радмило   |
| Христина Поповић    | Бисерка   |
| Горан Јевтић        | Мирко     |
| Горан Навојец       | Роко      |
| Дејан Аћимовић      | Халил     |
| Тони Михајловски    | Азем      |
| Наташа Марковић     | Ленка     |
| Младен Андрејевић   | Ђорђе     |
| Реља Поповић        | Вук       |
| Радослав Миленковић | Кецман    |
| Мира Ступица        | Бака Олга |
| Марко Николић       | Богдан    |
| Анита Манчић        | Тамара    |
| Бранимир Поповић    | Звонце    |

## Забрана
Приказивање филма је забрањено у Дубровнику одлуком Католичке цркве.

## Награде и фестивали
- Филм је 2012. године добио награду за најбољи сценарио на Фестивалу филмског сценарија у Врњачкој Бањи.[6]
- Берлински филмски фестивал 2012. године - Награда публике у програму Панорама, Награда Екуменског жирија, Награда читатеља магазина Siegessäule[1]
- Торино ЛГБТ Филм Фестивал - Награда публике[1]
- Galway Филм Фестивал - Најбољи филм из међународне конкуренције[1]
- Међународни жири филмских савеза у Одеси - Најбољи филм
- Freiburg Филм Фестивал - Награда публике
- Пулски филмски фестивал 2012. године - Мањинске копродукције - Златна Арена за најбољи сценарио, Златна Арена за најбољу глумицу (Христина Поповић)[1][7]
- Festroia - Гран при - Златни делфин, Награда публике[1]
- Red Goddess у Приштини - Најбољи балкански филм[1]
- Мојковац - Најбољи глумац (Никола Којо)[1]
- MedFilm у Риму - Гран при[1]
- Фестивал у Монпељеу - Награда публике[1]
- Lausanne Cine Festival - Награда Титра младог жирија[1]
- Mediterranean Филм Фестивал у Бриселу - Награда публике[1]
- Међународни филмски фестивал у Тирани - Најбоља режија, Најбоља монтажа[1]